# Lernanthropus polynemi
Lernanthropus polynemi is een eenoogkreeftjessoort uit de familie van de Lernanthropidae. De wetenschappelijke naam van de soort is voor het eerst geldig gepubliceerd in 1881 door Richiardi.